# Canton de Najac
Pour les articles homonymes, voir Najac.
Le canton de Najac est une ancienne division administrative française située dans le département de l'Aveyron et la région Midi-Pyrénées.

## Géographie
Ce canton était organisé autour de Najac dans l'arrondissement de Villefranche-de-Rouergue. Son altitude variait de 150 m (Saint-André-de-Najac) à 562 m (Lunac) pour une altitude moyenne de 350 m.

## Représentation

### Conseillers généraux de 1833 à 2015
De 1833 à 1848, les cantons de Najac et de Rieupeyroux avaient le même conseiller général. Le nombre de conseillers généraux était limité à 30 par département.
| Période | Période           | Identité                              | Étiquette              | Qualité |
| ------- | ----------------- | ------------------------------------- | ---------------------- | --- |
| 1833    | 1842              | Siméon Dardenne                       |                        | Maire de Cabanes puis de la Bastide |
| 1842    | 1848              | Vincent Cibiel                        | Majorité ministérielle | Négociant Député (1837-1848) de Villefranche-de-Rouergue                                                                                        |
| 1848    | 1854              | M. Dintilhac                          |                        | Ancien notaire, propriétaire à Najac |
| 1855    | 1868 (décès)      | Auguste Chevalier                     | Majorité dynastique    | Professeur de mathématiques Député (1853-1868)                                                                                                  |
| 1868    | 1871              | Pierre Dissez                         |                        | Maire de Sanvensa (1856-1871) |
| 1871    | 1877 (décès)      | Jean Antoine Marcellin Armand Laurens | Républicain            | Avocat à Villefranche-de-Rouergue |
| 1877    | 1895              | Henri Denis Robert                    | Droite monarchiste     | Maire de la Fouillade (1892-1918) |
| 1895    | 1902 (annulation) | Paulin Lafon                          | Droite                 | Notaire à Najac Propriétaire à la Pendarie |
| 1902    | 1914 (décès)      | Alfred Cibiel                         | Droite                 | Grand propriétaire Député (1876-1914) |
| 1914    | 1919              | siège vacant                          |                        | |
| 1919    | 1925              | Philémon-Sylvain Boussaguet           | RG                     | Médecin, maire de Najac |
| 1925    | 1931              | André Bach                            | URD                    | Médecin - Maire de Najac (1925-1929) |
| 1931    | 1940              | Henri Iches                           | RG                     | Procureur de la République (Président de Chambre à Nîmes) Nommé conseiller départemental en 1943 Président du Conseil Départemental (1943-1945) |
|         |                   |                                       |                        | |
| 1945    | 1949              | Paul Muratet                          | SFIO                   | Agriculteur à Najac |
| 1949    | 1955              | René Jayr                             | MRP                    | Propriétaire-Agriculteur, ancien conseiller municipal de Villefranche-de-Rouergue, ancien résistant Sénateur (1946-1948)                        |
| 1955    | 1957 (décès)      | Pierre Blanc                          | DVD                    | Propriétaire à La Bastide-l'Évêque |
| 1957    | 1998              | Hubert Bouyssière                     | RI puis UDF            | Agriculteur Maire de Villevayre Suppléant du député Albert Trébosc (1958-1962) Maire de Najac (1965-2008)                                       |
| 1998    | 2015              | Bernard Vidal                         | DVG                    | Maire-adjoint de La Fouillade Président de la Communauté de Communes de Najac                                                                   |

### Résultats électoraux détaillés
- Élections cantonales de 2004 : Bernard Vidal (Divers gauche) est élu au premier tour avec 58,29 % des suffrages exprimés, devant Jean-Louis Cance (UDF) (18,72 %) et Claude Couronne (UMP) (18,16 %). Le taux de participation est de 79,02 % (2 730 votants sur 3 455 inscrits)[5].
- Élections cantonales de 2011 : Bernard Vidal (Divers gauche) est élu au premier tour avec 59,97 % des suffrages exprimés, devant Daniel Carrie (Divers droite) (33,17 %) et Martine Lescure ( (PCF) (4,6 %). Le taux de participation est de 78,58 % (2 018 votants sur 2 568 inscrits)[6].

### Conseillers d'arrondissement (de 1833 à 1940)
| Période                                  | Période      | Identité                                 | Étiquette    | Qualité |
| ---------------------------------------- | ------------ | ---------------------------------------- | ------------ | --- |
| 1833                                     | 1836         | M. Olmières                              |              | Médecin, maire de Saint-André                                                                               |
| 1836                                     | 1842 (décès) | Jean Pierre François Deléris (1783-1842) |              | Notaire, géomètre, maire de La Fouillade (1814-1842)                                                        |
|                                          |              |                                          |              | |
| 1852                                     | 1877         | Alexandre Deléris (fils du précédent)    |              | Juge de paix, maire de La Fouillade (1854-1877)                                                             |
| 1877                                     | 1889         | Jean-Antoine Boutonnet (1828-1897)       |              | Maire de Monteils de 1874 à 1897                                                                            |
| 1889                                     | 1898         | Jean Favarel                             |              | Propriétaire, maire de Saint-André-de-Najac de 1888 à 1892                                                  |
| 1898                                     | 1910         | M. Trézières                             |              | Maréchal des logis de gendarmerie en retraire à La Fouillade                                                |
| 1910                                     | 1919         | Jean Favarel                             |              | Propriétaire, maire de Saint-André-de-Najac de 1900 à 1912                                                  |
| 1919                                     | 1922         | M. Segonds                               |              | Propriétaire à La Fouillade                                                                                 |
| 1922                                     | 1928         | Casimir-Armand Sesquières                | Républicain  | Délégué cantonal, propriétaire à Saint-André-de-Najac                                                       |
| 1928                                     | 1940         | Bernard-Firmin Mazières (1880-1951)      | Conservateur | Maire de Najac, suppléant du juge de paix                                                                   |
| 1940                                     |              |                                          |              | Les conseils d'arrondissement ont été suspendus par la loi du 12 octobre 1940 et n'ont jamais été réactivés |
| Les données manquantes sont à compléter. |              |                                          |              | |

## Composition
Le canton de Najac, d'une superficie de 186 km2, regroupait sept communes
.
| Nom                  | Code Insee | Intercommunalité            | Superficie (km2) | Population (dernière pop. légale) | Densité (hab./km2) |
| -------------------- | ---------- | --------------------------- | ---------------- | --------------------------------- | ------------------ |
| Bor-et-Bar           | 12029      | CC Ouest Aveyron Communauté | 12,92            | 195 (2014)                        | 15                 |
| La Fouillade         | 12105      | CC Ouest Aveyron Communauté | 32,54            | 1 067 (2014)                      | 33                 |
| Lunac                | 12135      | CC Ouest Aveyron Communauté | 18,78            | 428 (2014)                        | 23                 |
| Monteils             | 12150      | CC Ouest Aveyron Communauté | 17,19            | 539 (2014)                        | 31                 |
| Najac                | 12167      | CC Ouest Aveyron Communauté | 53,88            | 711 (2014)                        | 13                 |
| Saint-André-de-Najac | 12210      | CC Ouest Aveyron Communauté | 25,10            | 409 (2014)                        | 16                 |
| Sanvensa             | 12259      | CC Ouest Aveyron Communauté | 25,48            | 667 (2014)                        | 26                 |

## Démographie

### Évolution démographique
| 1962  | 1968  | 1975  | 1982  | 1990  | 1999  | 2006  | 2011  | 2012  |
| ----- | ----- | ----- | ----- | ----- | ----- | ----- | ----- | ----- |
| 5 038 | 4 682 | 4 462 | 4 233 | 3 948 | 3 787 | 4 024 | 4 091 | 4 075 |

### Âge de la population
La pyramide des âges, à savoir la répartition par sexe et âge de la population, du canton de Najac en 2009 ainsi que, comparativement, celle du département de l'Aveyron la même année sont représentées avec les graphiques ci-dessous.
La population du canton comporte 49,7 % d'hommes et 50,3 % de femmes. Elle présente en 2009 une structure par grands groupes d'âge plus âgée que celle de la France métropolitaine. 
Il existe en effet 51 jeunes de moins de 20 ans pour cent personnes de plus de 60 ans, alors que pour la France l'indice de jeunesse, qui est égal à la division de la part des moins de 20 ans par la part des plus de 60 ans, est de 1,06. L'indice de jeunesse du canton est également inférieur à celui  du département (0,67) et à celui de la région (0,89).
| Hommes | Classe d’âge | Femmes |
| ------ | ------------ | ------ |
| 1,1    | 90 ans ou +  | 2,1    |
| 13,0   | 75 à 89 ans  | 15,6   |
| 21,3   | 60 à 74 ans  | 21,0   |
| 22,1   | 45 à 59 ans  | 21,0   |
| 16,7   | 30 à 44 ans  | 16,4   |
| 10,8   | 15 à 29 ans  | 9,9    |
| 15,1   | 0 à 14 ans   | 14,0   |

| Hommes | Classe d’âge | Femmes |
| ------ | ------------ | ------ |
| 0,6    | 90 ans ou +  | 1,7    |
| 10,2   | 75 à 89 ans  | 14,2   |
| 16,9   | 60 à 74 ans  | 17,5   |
| 21,6   | 45 à 59 ans  | 20,3   |
| 18,9   | 30 à 44 ans  | 17,8   |
| 15,1   | 15 à 29 ans  | 13,4   |
| 16,7   | 0 à 14 ans   | 15,1   |